# Lijst van voetbalinterlands Senegal - Togo
Deze lijst van voetbalinterlands is een overzicht van alle officiële voetbalwedstrijden tussen de nationale teams van Senegal en Togo. De West-Afrikaanse landen hebben tot op heden 23 keer tegen elkaar gespeeld. De eerste ontmoeting, een vriendschappelijke wedstrijd, vond plaats op 25 oktober 1970 in Lomé. Het laatste duel, een kwalificatiewedstrijd voor het Wereldkampioenschap voetbal 2026, werd gespeeld in Diamniadio op 25 maart 2025.

## Wedstrijden
| №  | Plaats     | Datum             | Competitie                   | Wedstrijd      | Uitslag |
| -- | ---------- | ----------------- | ---------------------------- | -------------- | ------- |
| 1  | Lomé       | 25 oktober 1970   | Vriendschappelijk            | Togo − Senegal | 3 − 0   |
| 2  | Lomé       | 17 oktober 1976   | WK 1978 kwalificatie         | Togo − Senegal | 1 − 0   |
| 3  | Dakar      | 31 oktober 1976   | WK 1978 kwalificatie         | Senegal − Togo | 1 − 1   |
| 4  | Dakar      | 18 september 1977 | Afrika Cup 1978 kwalificatie | Senegal − Togo | 2 − 1   |
| 5  | Lomé       | 2 oktober 1977    | Afrika Cup 1978 kwalificatie | Togo − Senegal | 0 − 1   |
| 6  | Monrovia   | 3 februari 1979   | Vriendschappelijk            | Togo − Senegal | 1 − 0   |
| 7  | Dakar      | 27 oktober 1982   | Vriendschappelijk            | Senegal − Togo | 1 − 2   |
| 8  | Tsévié     | 31 maart 1985     | Afrika Cup 1986 kwalificatie | Togo − Senegal | 0 − 1   |
| 9  | Dakar      | 14 april 1985     | Afrika Cup 1986 kwalificatie | Senegal − Togo | 1 − 1   |
| 10 | Dakar      | 16 augustus 1992  | Afrika Cup 1994 kwalificatie | Senegal − Togo | 2 − 0   |
| 11 | Lomé       | 24 januari 1993   | Afrika Cup 1994 kwalificatie | Togo − Senegal | 1 − 1   |
| 12 | Lomé       | 16 oktober 1994   | Afrika Cup 1996 kwalificatie | Togo − Senegal | 2 − 0   |
| 13 | Dakar      | 22 november 1995  | Afrika Cup 1996 kwalificatie | Senegal − Togo | 5 − 1   |
| 14 | Lomé       | 2 juni 1996       | WK 1998 kwalificatie         | Togo − Senegal | 2 − 1   |
| 15 | Dakar      | 15 juni 1996      | WK 1998 kwalificatie         | Senegal − Togo | 1 − 1   |
| 16 | Dakar      | 24 september 2000 | Afrika Cup 2002 kwalificatie | Senegal − Togo | 0 − 0   |
| 17 | Lomé       | 16 juni 2001      | Afrika Cup 2002 kwalificatie | Togo − Senegal | 1 − 0   |
| 18 | Lomé       | 20 juni 2004      | WK 2006 kwalificatie         | Togo − Senegal | 3 − 1   |
| 19 | Dakar      | 18 juni 2005      | WK 2006 kwalificatie         | Senegal − Togo | 2 − 2   |
| 20 | Thiès      | 1 september 2021  | WK 2022 kwalificatie         | Senegal − Togo | 2 − 0   |
| 21 | Lomé       | 11 november 2021  | WK 2022 kwalificatie         | Togo − Senegal | 1 − 1   |
| 22 | Lomé       | 21 november 2023  | WK 2026 kwalificatie         | Togo − Senegal | 0 − 0   |
| 23 | Diamniadio | 25 maart 2025     | WK 2026 kwalificatie         | Senegal − Togo | 2 − 0   |

## Samenvatting
| Competitie              | Totaal gespeeld | Winst Senegal | Gelijk | Winst Togo | Doelsaldo Senegal – Togo |
| ----------------------- | --------------- | ------------- | ------ | ---------- | ------------------------ |
| WK-kwalificatie         | 10              | 2             | 5      | 3          | 11 − 11                  |
| Afrika Cup-kwalificatie | 10              | 5             | 3      | 2          | 13 − 7                   |
| Vriendschappelijk       | 3               | 0             | 0      | 3          | 1 − 6                    |
| Totaal                  | 23              | 7             | 8      | 8          | 25 − 24                  |

FSF · 
A-internationals · 
Bondscoaches · Selecties · Senegalees vrouwenelftal · 
Olympisch elftal
1960 – 1969 · 
1970 – 1979 · 
1980 – 1989 · 
1990 – 1999 · 
2000 – 2009 · 
2010 – 2019 · 
2020 – 2029
WK 2002 · 
WK 2018 ·
WK 2022
OS 2012
1959 · 
1960 · 
1961 · 
1962 · 
1963 · 
1964 · 
1965 · 
1966 · 
1967 · 
1968 · 
1969 · 
1970 · 
1971 · 
1972 · 
1973 · 
1974 · 
1975 · 
1976 · 
1977 · 
1978 · 
1979 · 
1980 · 
1981 · 
1982 · 
1983 · 
1984 · 
1985 · 
1986 · 
1987 · 
1988 · 
1989 · 
1990 · 
1991 · 
1992 · 
1993 · 
1994 · 
1995 · 
1996 · 
1997 · 
1998 · 
1999 · 
2000 · 
2001 · 
2002 · 
2003 · 
2004 · 
2005 · 
2006 · 
2007 · 
2008 · 
2009 · 
2010 · 
2011 · 
2012 · 
2013 · 
2014 ·
2015 ·
2016 ·
2017 ·
2018 ·
2019 ·
2020 ·
2021 ·
2022 ·
2023
Algerije ·
Angola ·
Benin ·
Bolivia ·
Bosnië en Herzegovina ·
Botswana ·
Brazilië ·
Burkina Faso ·
Burundi ·
Centraal-Afrikaanse Republiek ·
Chili ·
China ·
Colombia · 
Congo-Brazzaville ·
Congo-Kinshasa ·
Denemarken ·
Ecuador ·
Egypte ·
Engeland ·
Equatoriaal-Guinea ·
Eritrea ·
Ethiopië ·
Frankrijk ·
Gabon ·
Gambia ·
Ghana ·
Griekenland ·
Guinee ·
Guinee-Bissau ·
Indonesië ·
Iran ·
Ivoorkust ·
Japan ·
Kaapverdië ·
Kameroen ·
Kenia ·
Kosovo ·
Kroatië · 
Lesotho ·
Liberia ·
Libië ·
Luxemburg ·
Madagaskar ·
Malawi ·
Maleisië ·
Mali ·
Marokko ·
Mauritanië ·
Mauritius ·
Mexico ·
Mozambique ·
Namibië ·
Nederland ·
Niger ·
Nigeria ·
Noorwegen ·
Oeganda ·
Oezbekistan ·
Oman ·
Polen ·
Qatar ·
Rwanda ·
Saoedi-Arabië ·
Sierra Leone ·
Soedan ·
Swaziland ·
Tanzania ·
Togo ·
Tunesië ·
Turkije ·
Uruguay ·
Verenigde Arabische Emiraten ·
Zambia ·
Zimbabwe ·
Zuid-Afrika ·
Zuid-Korea ·
Zuid-Soedan ·
Zweden
Algerije (2019, 2) ·
Colombia (2018) ·
Denemarken (2002) ·
Engeland (2022) ·
Frankrijk (2002) ·
Japan (2018) ·
Nederland (2022) ·
Polen (2018) ·
Uruguay (2002)
FTF · Selecties · Togolees vrouwenelftal
1950 – 1959 · 
1960 – 1969 · 
1970 – 1979 · 
1980 – 1989 · 
1990 – 1999 · 
2000 – 2009 · 
2010 – 2019 ·
2020 − 2029
WK 2006
Algerije ·
Angola ·
Bahrein ·
Benin ·
Botswana ·
Bukina Faso ·
Centraal-Afrikaanse Republiek ·
Chili ·
Comoren ·
Congo-Bazzaville ·
Congo-Kinshasa ·
Denemarken ·
Djibouti ·
Egypte ·
Equatoriaal-Guinea ·
Ethiopië ·
Frankrijk ·
Gabon ·
Gambia ·
Ghana ·
Guinee ·
Guinee-Bissau ·
Iran ·
Ivoorkust ·
Japan ·
Kaapverdië ·
Kameroen ·
Kenia ·
Lesotho ·
Liberia ·
Libië ·
Liechtenstein ·
Luxemburg ·
Madagaskar ·
Malawi ·
Mali ·
Marokko ·
Mauritanië ·
Mauritius ·
Mozambique ·
Namibië ·
Niger ·
Nigeria ·
Oeganda ·
Oman ·
Paraguay ·
Rwanda ·
Sao Tomé en Principe ·
Saoedi-Arabië ·
Senegal ·
Sierra Leone ·
Soedan ·
Swaziland ·
Tsjaad ·
Tunesië ·
Verenigde Arabische Emiraten ·
Zambia ·
Zimbabwe ·
Zuid-Korea ·
Zuid-Soedan ·
Zwitserland
Frankrijk (2006) · 
Zuid-Korea (2006) · 
Zwitserland (2006)